# Hulde aan Onze Helden

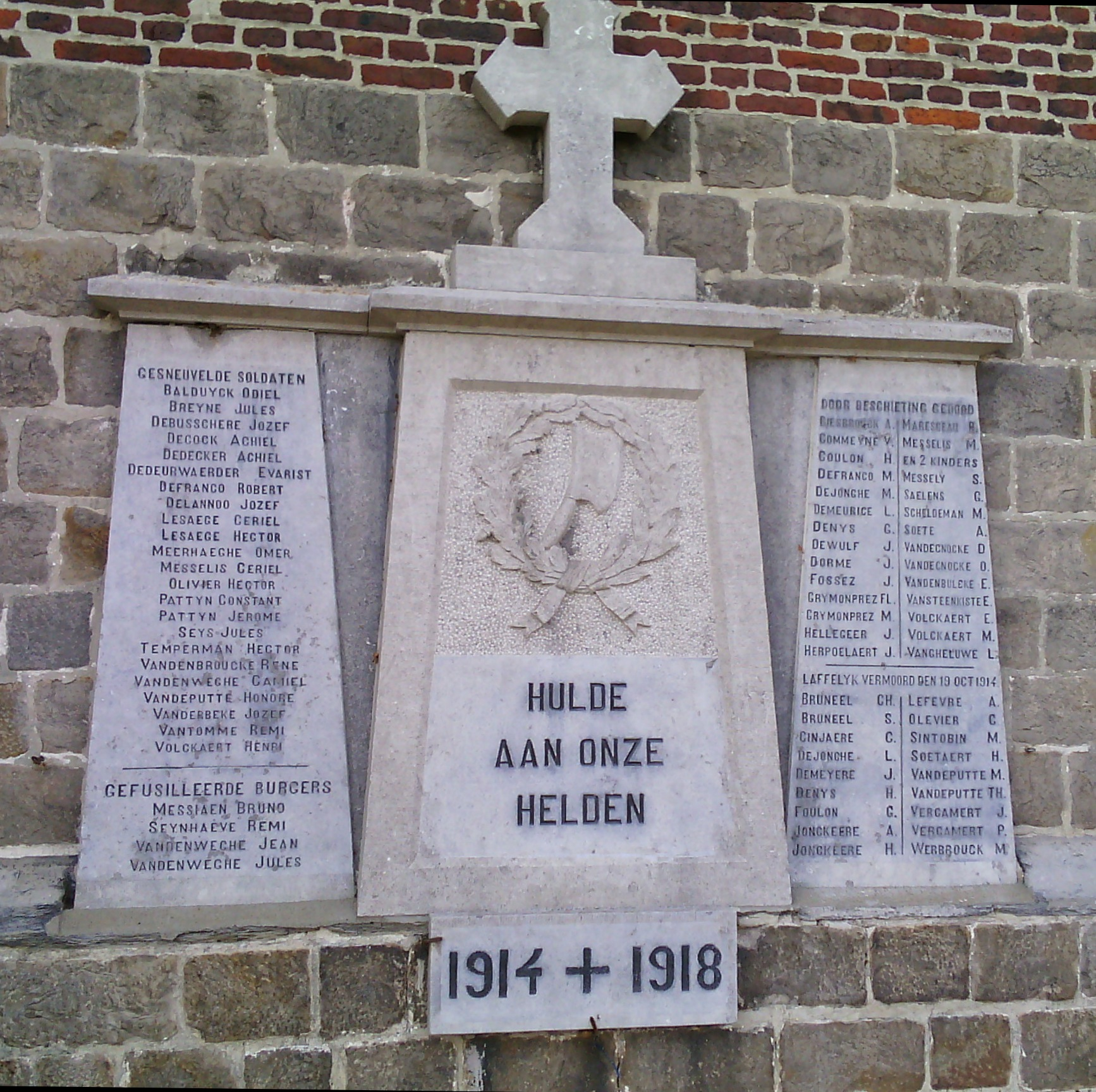
Hulde aan Onze Helden 1914+1918, het monument aan de Sint-Petruskerk

Hulde aan onze Helden 1914+1918 is een monument voor de gesneuvelde soldaten en burgers uit Ledegem tijdens de Eerste Wereldoorlog. Het monument, een plaquette, bevindt zich aan buitenmuur van de Sint-Petruskerk.
Hieronder volgen de opschriften op het monument gevolgd door de correct gespelde volledige namen en andere geregistreerde kenmerken.

## Gesneuvelde soldaten
- Balduyck Odiel (Balduyck Odilon Remi), geboren te Ledegem op 24 augustus 1892, wonende te Ledegem, gesneuveld aan de Mechelse Steenweg te Sint-Katelijne Waver op 29 september 1914.
- Breyne Jules (Breyne Jules Alphonse Achiel), geboren te Ledegem op 2 augustus 1894, wonende te Ledegem, gewond te Saint-Lo en overleden op 16 november 1914.
- Debusshere Jozef.
- Decock Achiel (Decock Achiel Ernest), geboren te Ledegem op 10 februari 1888, wonende te Moorslede-Ledegem, gesneuveld te Moorslede op 1 oktober 1918.
- Dedecker Achiel (Dedecker Achiel Corneel), geboren te Ledegem op 12 mei 1892, wonende te Ledegem, gesneuveld te Zomergem op 31 oktober 1918.
- Dedeurwaerder Evarist (Dedeurwaerder Evarist Rene), geboren te Ledegem op 20 juli 1883, gesneuveld te Keiem op 18 oktober 1914.
- Defrancq Robert (Defrancq Robert Omer Leon), geboren te Ledegem op 18 februari 1893, wonende te Ledegem en gsneuveld te Pervijze op 25 oktober 1914.
- Dejaeger  Octave  Remi,  zoon van Kamiel en Eugenie Degraeve, geboren  Beveren-Leie 11december 1894, gesneuveld in Passendale /Westrozebeke 28/30 sep1918.
- Delannoo Jozef (Delannoo Jospeh Alphonse Allard Jean), geboren te Ledegem op 17 februari 1894, wonende te Ledegem, overleden in veldhospitaal l’Ocean te De Panne op 2 november 1918.
- Lesaege Ceriel (Lesage Cyriel Camiel), geboren te Westrozebeke op 28 mei 1890, wonende te Ledegem, gewond binnengebracht in Belgisch militair hospitaal Roi Albert, Rue d’Arcole 2, te Parijs op 1 maart 1916 en er overleden op 17 maart 1916. Begraven op Père Lachaise te Parijs.
- Lesaege Hector (Lesage Hector Alidor) (Lesage Hektoor-A.), geboren te Moorslede op 9 oktober 1898, wonende te Ledegem, gesneuveld te Langemark-Houthulst[2] op 28 september 1918. Hij en Cyriel Camiel waren broers uit het gezin Lesage-Lammens.[3]
- Meerhaeghe Omer (Meerhaege Omer Remi), geboren te Ledegem op 17 augustus 1891, wonende te Ledegem en gesneuveld te Ramskapelle op 4 november 1914.
- Messelis Ceriel (Messelis Cyriel), geboren te Ledegem op 17 juni 1891, wonende te Ledegem en gesneuveld te Stuivekenskerke op 1 september 1918.
- Olivier Hector (Ollevier Hector Julien), geboren te Rumbeke op 12 maart 1890, wonende te Ledegem en gesneuveld te Vilvoorde op 27 augustus 1914.
- Pattyn Constant (Pattyn Constantijn Hendrik), geboren te Ledegem op 20 augustus 1888, wonende te Ledegem en gesneuveld te Beveren aan de IJzer op 16 oktober 1918.
- Pattyn Jerome (Pattijn Jeroom Maurice), geboren te Ledegem op 2 september 1894, wonende te Ledegem, gewond te Steenstraat op 24 december 1915 en overleden in Belgisch veldhospitaal te Hoogstade op 25 december 1915.
- Seys Jules (Seys Jules Camiel), geboren te Ledegem op 9 juni 1884, wonende te Roubaix en gesneuveld te Steenstraat op 28 mei 1915.
- Temperman Hector (Temperman Hector Alidor), geboren te Ledegem op 2 augustus 1894, wonende te Ledegem en gesneuveld te Oudstuivekenskerke op 24 februari 1915.
- Vandenbroucke Rene (Vandenbroucke Remi Rene), geboren te Ledegem op 21 augustus 1883, gevangengenomen te Harderwijk-Nederland en er in het sanatorium Sonnevanck overleden op 28 november 1918.
- Vandenweghe Camiel (Vandenweghe Camiel Cyriel), geboren te Ledegem op 21 januari 1893, wonende te Ledegem, gewond te Eppegem op 12 september 1914 en overleden te Vilvoorde op 18 september 1914.
- Vandeputte Honore (Vandeputte Honore Henri), geboren te Ledegem op 5 september 1893, wonende te Ledegem, gewond te Duffel op 5 oktober 1914 en overleden te Lachenen op 5 oktober 1914.
- Vanderbeke Jozef (Vanderbeke Joseph Adriaan), geboren te Ledegem op 12 mei 1891, wonende te Ledegem en gesneuveld te Stuivenskerke op 12 juli 1916.
- Vantomme Remi (Vantomme Remi Rene), geboren te Ledegem op 23 april 1894, wonende te Ledegem en gesneuveld te post ‘Long’ in Kortekeer op 13 september 1918.
- Volckaert Henri (Volckaert Hendrik Kamiel), geboren te Ledegem op 16 juni 1892, wonende te Ledegem en gesneuveld te Beveren aan de IJzer op 29 augustus 1918.

## Gefusilleerde burgers
- Messiaen Bruno.
- Seynhaeve Remi.
- Vandenweghe Jean.
- Vendenweghe Jules.

## Door beschieting gedood
- Biesbrouck A.
- Commeyne V.
- Coulon H.
- Defrancq M.
- Dejonghe M.
- Demeurice L.
- Denys G.
- Dewulf J.
- Dorme J.
- Fossez J.
- Grymonprez Fl.
- Grymonprez M.
- Hellegeer J.
- Herpoelaert J.
- Marescheau R.
- Messelis M. en 2 kinders
- Messely S.
- Saelens G.
- Scheldeman M.
- Soete A.
- Vandecnocke D.
- Vandecnocke O.
- Vandenbulcke E.
- Vansteenkiste E.
- Volckaert E.
- Volckaert M.
- Vangheluwe L.

## Laffelyk vermoord den 19 oct 1914[4]
- Bruneel Ch. (Bruneel Carolus Ludovicus), geboren op 30 augustus 1863, gedood op 19 oktober 1914.
- Bruneel S. (Bruneel Sara), geboren op 15 oktober 1906, gedood op 19 oktober 1914.
- Cinjaere C. (Cinjaere Camiel Theophiel), geboren te Ledegem op 8 april 1871, gedood op 19 oktober 1914.
- Dejonghe L. (Dejonghe Maria Lucovica), geboren op 25 juni 1866, gedood op 19 oktober 1914.
- Demeyere J. (Demeyere Joannes), geboren op 19 oktober 1839, gedood op 19 oktober 1914.
- Denys H. (Denys Henri), geboren op 6 mei 1874, gedood op 19 oktober 1914.
- Foulon G. (Foulon Guido Alphonsus), geboren te Kachtem op 30 april 1879, gedood op 19 oktober 1914.
- Jonckeere A. (Dejonckheere Alfons), geboren op 25 oktober 1883, gedood op 19 oktober 1914.
- Jonckeere H. (Dejonckheere Hector), geboren op 3 januari 1886, gedood op 19 oktober 1914.
- Lefevre A. (Lefevere August), geboren te Zwevezele op 9 juli 1864, gedood op 19 oktober 1914.
- Olevier C. (Ollevier Ferdinand Constant), geboren te Rumbeke op 30 mei 1864, gedood op 19 oktober 1914.
- Sintobin M. (Sintobin Medardus), geboren te Oekene op 8 juni 1849, gedood op 19 oktober 1914.
- Soetaert H. (Soetaert Henricus Aloysius), geboren te Ledegem op 7 maart 1861, gedood op 19 oktober 1914, gedood op 19 oktober 1914.
- Vandeputte M. (Vandeputte Maurits Michel Jerome), geboren te Ledegem op 12 augustus 1898, gedood op 19 oktober 1914.
- Vandeputte Th. (Vandeputte Parailde), geboren te Ledegem op 19 maart 1893, gedood op 19 oktober 1914.
- Vercamert J. (Vercamert Julius Cesarius), geboren te Ledegem op 8 augustus 1887, gedood op 19 oktober 1914.
- Vercamert P. (Vercamert Petrus Joannes), geboren te Rollegem-Kapelle op 16 januari 1863, gedood op 19 oktober 1914.
- Werbrouck M. (Werbrouck Mauritius), geboren te Ledegem op 5 november 1890, gedood te Charleroi op 24 augustus 1918.